# Barbara Franklin

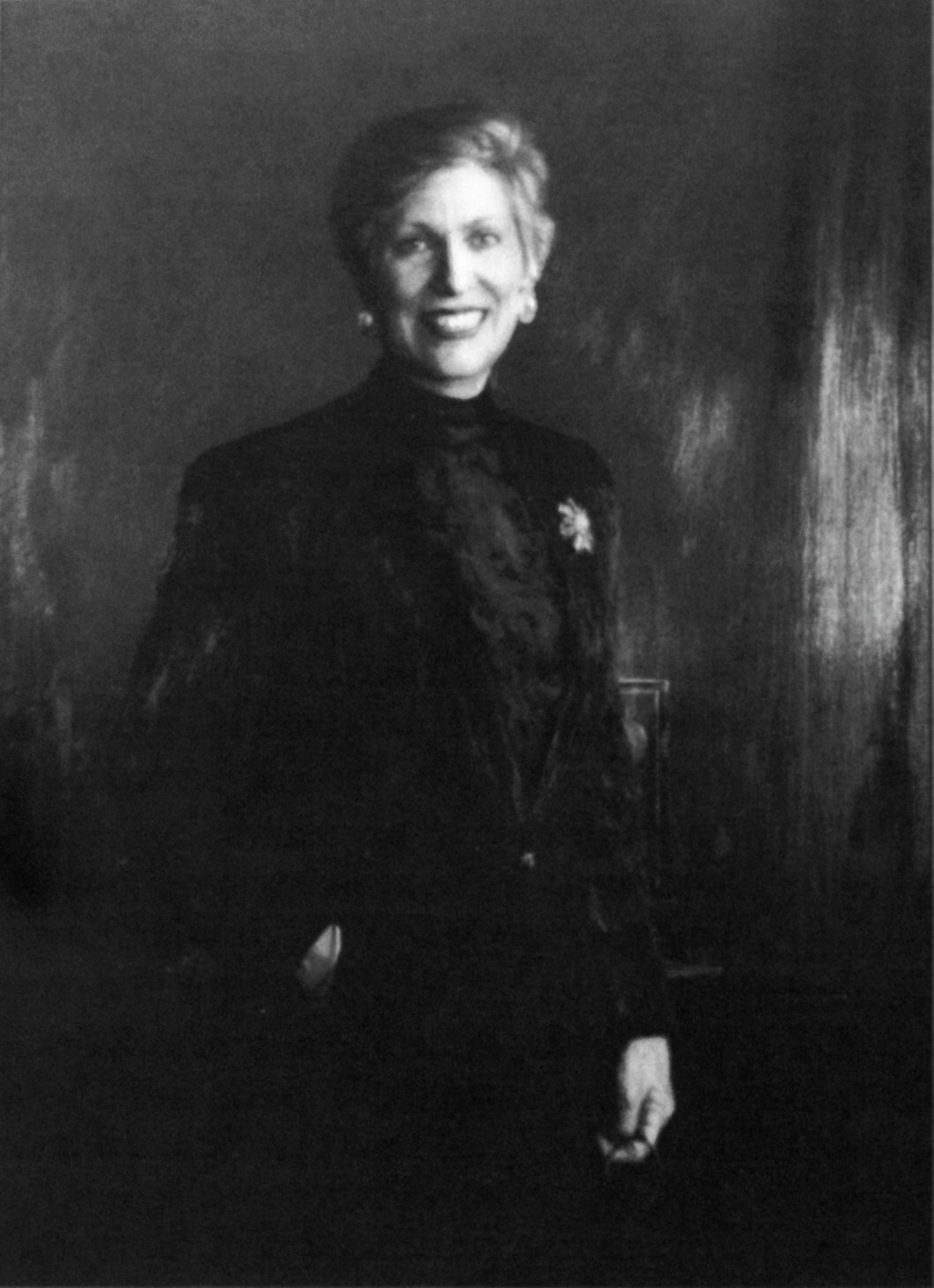
Barbara Franklin

Barbara Hackman Franklin (Geburtsname: Hackman; * 19. März 1940 in Lancaster, Pennsylvania) ist eine US-amerikanische Politikerin (Republikanische Partei) und Managerin.

## Biografie
Nach dem Schulbesuch studierte sie zunächst an der Pennsylvania State University und schloss dieses Studium 1962 mit einem Bachelor of Arts (B.A.) ab. Anschließend absolvierte sie ein Postgraduiertenstudium der Betriebswirtschaftslehre an der Harvard Business School und beendete dieses 1964 als eine der ersten Frauen mit einem Master of Business Administration (MBA).
1969 wurde sie Assistentin eines Vizepräsidenten der Citibank; danach war sie zwischen 1971 und 1973 Stabsassistentin beim Stabschef des Weißen Hauses unter US-Präsident Richard Nixon, Harry Robbins Haldeman. Im Anschluss gehörte sie bis 1979 der Kommission für Konsumenten- und Produktsicherheit (Consumer Product Safety Commission) an.
1979 wechselte sie in die Privatwirtschaft und war zunächst bis 1992 Mitglied des Vorstandes von Aetna. Zugleich war sie von 1979 bis 1988 als Wissenschaftlerin (Senior Fellow) an der Wharton School der University of Pennsylvania tätig. 1980 gründete sie ihr eigenes Unternehmen Barbara Franklin Enterprises, deren Präsidentin und Chief Executive Officer (CEO) sie seitdem ist. Zusätzlich war sie zwischen 1980 und 1992 Vorstandsmitglied von Dow Chemical und Westinghouse Electric, 1984 bis 1992 von Automatic Data Processing, 1985 bis 1992 von Black & Decker, 1988 bis 1992 von Nordstrom sowie 1989 bis 1992 von Armstrong. Zwischen 1982 und 1984 sowie 1989 und 1992 war sie darüber hinaus Mitglied des Präsidiellen Beratungsgremiums für Handelspolitik und -verhandlungen (President’s Advisory Council for Trade Policy and Negotiations).
Am 27. Februar 1992 wurde sie als Nachfolgerin von Robert Mosbacher von US-Präsident George Bush zur Handelsministerin (Secretary of Commerce) in dessen Kabinett berufen, dem sie bis zum Ende von Bushs Amtszeit am 20. Januar 1993 angehörte.
Nachdem sie 1993 aus der Regierungspolitik ausschied, ist sie wieder in der Privatwirtschaft tätig und seit dem wieder Vorstandsmitglied von Aetna, Dow Chemical und zugleich bis 1999 von AMP, Inc. Zugleich war sie Vorstandsmitglied von Guest Services, Inc. (1995 bis 2002), JA Jones (1995 bis 1998), MedImmune (1995 bis 2007), Milacron (1996 bis 2005), NASDAQ (1996 bis 1997), Watson Wyatt (2000 bis 2002), Aviron (2001 bis 2002) sowie GenVec (2002 bis 2007).